# Éric Poulat
Éric Poulat, född 8 december 1963 är en fransk fotbollsdomare som bland annat dömt i Världsmästerskapet i fotboll 2006.
Matcher i VM 2006 som huvuddomare:
- Portugal - Iran (gruppspel)
- Japan - Brasilien (gruppspel)

## Fotnoter
1. ↑  GeneaStar, GeneaStar person-ID: poulateric.[källa från Wikidata]